# Вивильсфедль
Вивильсфедль (исл. Vífilsfell) — вулкан на юго-западе Исландии.
Вивильсфедль находится примерно в 25 км к югу от города Рейкьявик в общине Коупавогюр недалеко от границы с общиной Эльфюс и около Хедлисхейди. Представляет собой конус из палагонита и достигает высоты 655 м. Принадлежит горному массиву Блауфьёдль, являющемуся популярным горнолыжным курортом для жителей Рейкьявика, и вулканической системе Бреннистейнсфьёдль.
Название вулкана происходит от имени Vífill одного из последователей Ингоульвюра Арнарсона, первого поселенца в Исландии.